# Дністровськ
Дністро́вськ (рум. Dnestrovsc) — місто в лівобережній Молдові. Підпорядковується державній адміністрації м. Тирасполя у складі невизнаної Придністровської Молдавської Республіки. Статус міста з 2002 року.
Станом на 2004 рік у місті проживало 27,4 % українців.

## Географія
Дністровськ розташований на південному сході Молдови за 80 км від Одеси, за 40 км від Тирасполя та за 22 км від залізнична станція Кучурган. Місто виросло біля Кучурганського лиману недалеко від села Незавертайлівка. Хоча місто отримало свою назву від імені річки Дністер, воно не знаходиться на її березі.

## Історія
Дністровськ був заснований у 1961 році з початком будівництва Молдавської ДРЕС поблизу села Незавертайлівка, яке, як вважають, було засновано кріпаками-втікачами часів панування Російської імперії. Спочатку в полі з'явився фундамент ДРЕС. Через рік уздовж асфальтованої дороги простяглися ряди багатоповерхових будинків, відкрилися магазини, перукарня і інші побутові установи. Було побудовано школи, Будинок культури. У 1964 році було запущено перший блок нової електростанції, що мав забезпечувати електроенергією Молдавську РСР і південні райони Української РСР. У 1970 році населення становило 8 тисяч жителів. У 1980 році було запущено 5-у чергу МГРЕС, труба якої і донині вважається найвищою в Європі (308 м).

## Визначні пам'ятки
- Пам'ятник Прометею на бульварі Енергетиків
- Пам'ятник солдатам німецько-радянської війни на бульварі Енергетиків
- Каплиця на кладовищі